# Zalman Aran
Zalman Aran (hebrejsky: זלמן ארן, rodným jménem Zalman Aharonovič; 1. března 1899 – 6. září 1970) byl sionistický aktivista, pedagog, izraelský politik, poslanec Knesetu za stranu Ma'arach (dříve Mapaj) a ministr školství a dopravy v izraelské vládě.

## Biografie
Narodil se v roce 1899 v Juzovce v carském Rusku (dnešní Doněck na Ukrajině) a získal tradiční náboženské vzdělání v chederu. Později studoval agronomii v Charkově. Jako mladý se angažoval ve straně „Mládež Sijónu.“ V roce 1917 se stal členem „výboru pro sebeobranu“ této strany. V letech 1918 až 1923 pracoval jako učitel a statistik. Poté, co se strana v roce 1920 rozštěpila, se přidal k Sionistickým socialistům a v letech 1924 až 1925 byl členem jejího tajného ústředního vedení.
V roce 1926 podnikl aliju do mandátní Palestiny, kde vstoupil do strany Achdut ha-Avoda, a kde pracoval na stavbách a budování pozemních komunikací. V roce 1930 byl po založení strany Mapaj jmenován jejím generálním tajemníkem v Tel Avivu. V letech 1936 až 1947 pracoval ve výkonném výboru odborové organizace Histadrut jako pokladní a ředitel informačního oddělení a patřil mezi zakladatele školy pro aktivisty Histadrutu. V roce 1946 se stal členem Sionistického výkonného výboru a v roce 1948 se stal členem jeho prezidia.
Ve volbách do Knesetu v roce 1949 se stal poslancem a svůj mandát si udržel šest následujících funkčních období. Byl předsedou výboru pro zahraniční věci a obranu a členem výboru pro bydlení. V roce 1953 byl jmenován ministrem bez portfeje a v roce 1954 ministrem dopravy. V letech 1955 až 1960 a poté znovu v letech 1963 až 1969 zastával post ministra školství a kultury.

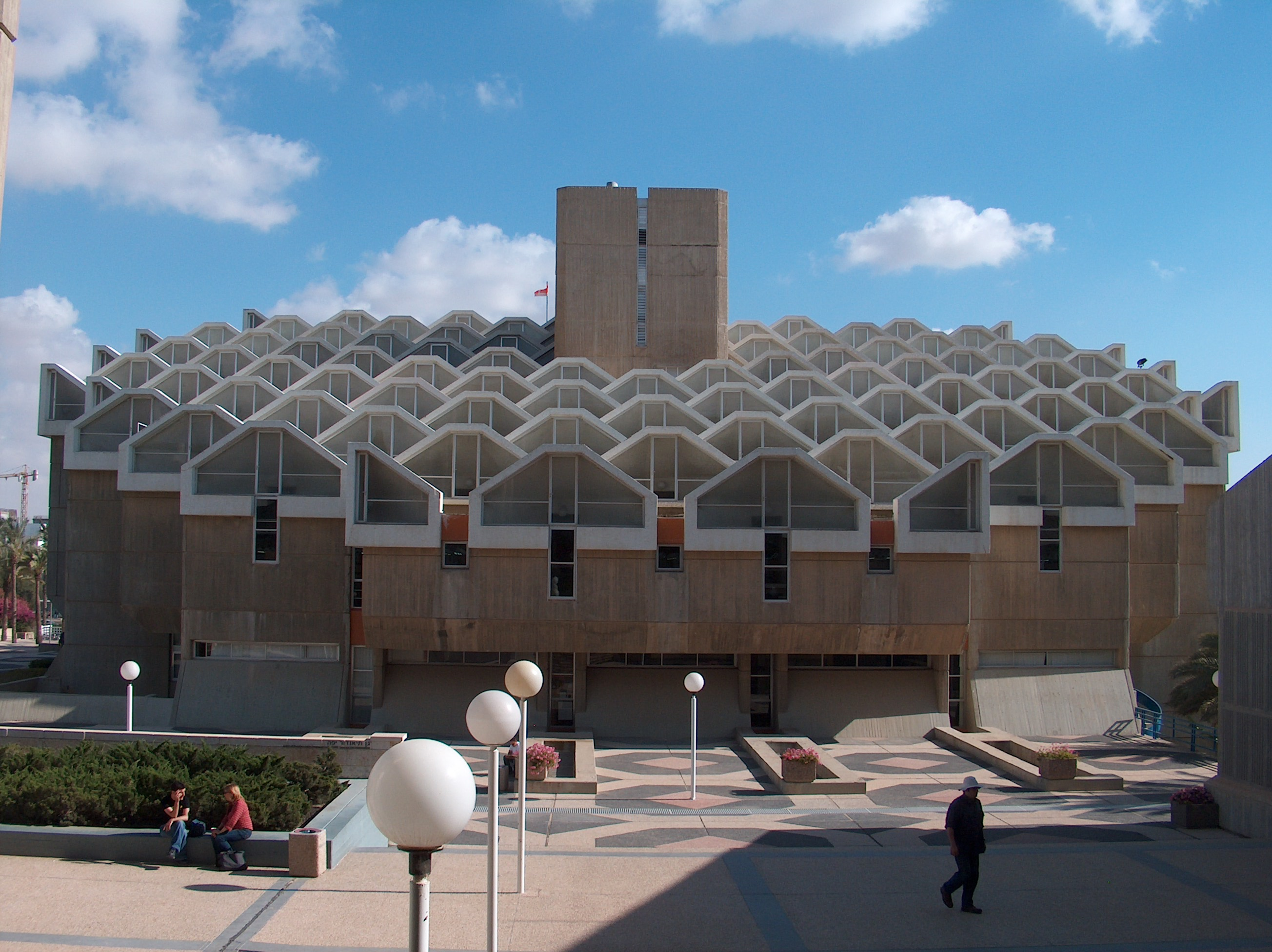
Ústřední knihovna Zalmana Arana na Ben Gurionově univerzitě v Negevu

Jako ministr školství zavedl do učebních osnov předměty „židovská identita“ a „židovská tradice“ a zasadil se o expanzi technických oborů. V roce 1955 přijal Kneset jeho reformu izraelského školského systému a jeho požadavky na středoškolské maturity, rovněž tak jako rozšíření povinné školní docházky až po 16 rok dítěte. Taktéž prosadil integraci dětí z různého prostředí do společných tříd, aby tak zmenšoval socioekonomické rozdíly mezi izraelskou společností. Jeho návrhy zahrnovaly i rekreační aktivity pro obyvatele rozvojových měst.
Jako vládní ministr v roce 1967 zprvu podporoval většinové stanovisko v řešení egyptské hrozby, tj. preferovat diplomatické řešení před preemptivním vojenským úderem, neboť ten považoval za velké riziko jak pro domácí frontu, tak pro Izraelské vojenské letectvo. Po vítězné izraelské šestidenní válce téhož roku, se stavěl proti anexi východního Jeruzaléma.
Zemřel v roce 1970. Jeho jméno nese na jeho počest Škola historie při Telavivské univerzitě a ústřední knihovna Ben Gurionovy univerzity v Negevu.

## Dílo
- Trials of Education and implementation, 1971 (originál hebrejsky)
- Paměti, 1971 (hebrejsky)
- Front and the appearance, 1972 (originál hebrejsky)